# Zozuli, Vasîlkiv
Zozuli (în ucraineană Зозулі) este un sat în comuna Zastuhna din raionul Vasîlkiv, regiunea Kiev, Ucraina.

## Demografie
Componența lingvistică a localității Zozuli
     Ucraineană (100%)
Conform recensământului din 2001, toată populația localității Zozuli era vorbitoare de ucraineană (100%).